# Fédération tchécoslovaque de football
 (octobre 2024).
Si vous disposez d'ouvrages ou d'articles de référence ou si vous connaissez des sites web de qualité traitant du thème abordé ici, merci de compléter l'article en donnant les références utiles à sa vérifiabilité et en les liant à la section « Notes et références ».
La Fédération tchécoslovaque de football (en tchèque Československá asociace fotbalová; ČSAF) est l'ancienne fédération nationale de football de Tchécoslovaquie.
Fondée en 1922, elle succède à la fédération nationale bohémo-morave, fondée en 1901 alors que la région est encore autrichienne. Membre fondatrice de l'UEFA en 1954, elle gère les compétitions de football sur le territoire tchécoslovaque ainsi que l'équipe de Tchécoslovaquie de football.
Après la partition de la Tchécoslovaquie en deux états indépendants en 1993, la fédération tchécoslovaque est dissoute à la fin des éliminatoires de la Coupe du monde. Elle laisse la place d'une part à la Fédération de République tchèque de football, qui hérite en 1994 de son siège de membre à la FIFA et à l'UEFA, et d'autre part à la Fédération slovaque de football.